# Juan Ignacio Chela
Juan Ignacio Chela, né le 30 août 1979 à Buenos Aires, est un joueur de tennis argentin, professionnel de 1998 à 2012.

## Biographie

### Carrière professionnelle
Juan Ignacio Chela remporte son sixième et dernier titre à Bucarest en 2010, dominant en finale l'Espagnol Pablo Andújar en deux sets (7-5, 6-1).
Après avoir connu son pic le 9 août 2004 lorsqu'il monta jusqu'au 15e rang mondial, il prend finalement sa retraite en fin d'année 2012, usé par une tendinite au tendon d'Achille.

### Affaire de dopage
En 2001, Juan Ignacio Chela est contrôlé positif à la méthyltestostérone (en) au tournoi de Cincinnati. Il a été suspendu trois mois et a dû verser la somme de 8 000 dollars à l'ATP.
Comme beaucoup de Sud-américains, c'est un bon joueur sur terre battue. C'est d'ailleurs sur cette surface qu'il a remporté ses six tournois en simple.

## Palmarès

### Titres en simple messieurs
| No | Date       | Nom et lieu du tournoi                    | Catégorie   | Dotation  | Surface      | Finaliste      | Score          |          |
| -- | ---------- | ----------------------------------------- | ----------- | --------- | ------------ | -------------- | -------------- | -------- |
| 1  | 21-02-2000 | Abierto Mexicano Telcel, Mexico           | Series Gold | 700 000 $ | Terre (ext.) | Mariano Puerta | 6-4, 7-64      | Parcours |
| 2  | 15-07-2002 | Energis Open, Amersfoort                  | Int' Series | 356 000 $ | Terre (ext.) | Albert Costa   | 6-1, 7-64      | Parcours |
| 3  | 12-04-2004 | Estoril Open, Estoril                     | Int' Series | 500 000 $ | Terre (ext.) | Marat Safin    | 62-7, 6-3, 6-3 | Parcours |
| 4  | 26-02-2007 | Abierto Mexicano Telcel, Acapulco         | Series Gold | 732 000 $ | Terre (ext.) | Carlos Moyà    | 6-3, 7-62      | Parcours |
| 5  | 05-04-2010 | US Men's Clay Court Championship, Houston | ATP 250     | 442 500 $ | Terre (ext.) | Sam Querrey    | 5-7, 6-4, 6-3  | Parcours |
| 6  | 20-09-2010 | BCR Open Romania, Bucarest                | ATP 250     | 368 450 € | Terre (ext.) | Pablo Andújar  | 7-5, 6-1       | Parcours |

### Finales en simple messieurs
| No | Date       | Nom et lieu du tournoi                | Catégorie   | Dotation  | Surface      | Vainqueur           | Score          |          |
| -- | ---------- | ------------------------------------- | ----------- | --------- | ------------ | ------------------- | -------------- | -------- |
| 1  | 29-01-2001 | Cerveza Club Colombia Open, Bogota    | Int' Series | 350 000 $ | Terre (ext.) | Fernando Vicente    | 6-4, 7-66      |          |
| 2  | 07-01-2002 | Adidas International, Sydney          | Int' Series | 356 000 $ | Dur (ext.)   | Roger Federer       | 6-3, 6-3       | Parcours |
| 3  | 19-08-2002 | TD Waterhouse Hamlet Cup, Long Island | Int' Series | 455 000 $ | Dur (ext.)   | Paradorn Srichaphan | 5-7, 6-2, 6-2  |          |
| 4  | 27-02-2006 | Abierto Mexicano Telcel, Acapulco     | Series Gold | 665 000 $ | Terre (ext.) | Luis Horna          | 7-65, 6-4      | Parcours |
| 5  | 24-07-2006 | Generali Open, Kitzbühel              | Series Gold | 735 000 $ | Terre (ext.) | Agustín Calleri     | 7-69, 6-2, 6-3 | Parcours |
| 6  | 14-02-2011 | Copa Claro, Buenos Aires              | ATP 250     | 478 900 $ | Terre (ext.) | Nicolás Almagro     | 6-3, 3-6, 6-4  | Parcours |

### Titres en double messieurs
| No | Date       | Nom et lieu du tournoi               | Catégorie   | Dotation  | Surface      | Partenaire    | Finalistes                         | Score             |          |
| -- | ---------- | ------------------------------------ | ----------- | --------- | ------------ | ------------- | ---------------------------------- | ----------------- | -------- |
| 1  | 09-02-2004 | BellSouth Open by Rosen Viña del Mar | Int' Series | 308 000 $ | Terre (ext.) | Gastón Gaudio | Nicolás Lapentti Martín Rodríguez  | 7-62, 7-63        | Parcours |
| 2  | 12-04-2004 | Estoril Open Estoril                 | Int' Series | 500 000 $ | Terre (ext.) | Gastón Gaudio | František Čermák Leoš Friedl       | 6-2, 6-1          | Parcours |
| 3  | 20-09-2010 | BCR Open Romania Bucarest            | ATP 250     | 368 450 € | Terre (ext.) | Łukasz Kubot  | Marcel Granollers Santiago Ventura | 6-2, 5-7, [13-11] | Parcours |

### Finales en double messieurs
| No | Date       | Nom et lieu du tournoi                                 | Catégorie    | Dotation    | Surface      | Vainqueurs                   | Partenaire    | Score    |          |
| -- | ---------- | ------------------------------------------------------ | ------------ | ----------- | ------------ | ---------------------------- | ------------- | -------- | -------- |
| 1  | 01-03-2004 | Abierto Mexicano de Tenis Telefónica Movistar Acapulco | Series Gold  | 627 000 $   | Terre (ext.) | Bob Bryan Mike Bryan         | Nicolás Massú | 6-2, 6-3 | Parcours |
| 2  | 25-04-2005 | Estoril Open Estoril                                   | Int' Series  | 600 000 $   | Terre (ext.) | František Čermák Leoš Friedl | Tommy Robredo | 6-3, 6-4 | Parcours |
| 3  | 11-04-2011 | Monte-Carlo Rolex Masters Monte-Carlo                  | Masters 1000 | 2 227 500 € | Terre (ext.) | Bob Bryan Mike Bryan         | Bruno Soares  | 6-3, 6-2 | Parcours |

## Parcours dans les tournois duGrand Chelem

### En simple
| Année | Open d'Australie | Open d'Australie | Internationaux de France | Internationaux de France | Wimbledon       | Wimbledon         | US Open         | US Open       |
| ----- | ---------------- | ---------------- | ------------------------ | ------------------------ | --------------- | ----------------- | --------------- | ------------- |
| 2000  | —                | —                | 2e tour (1/32)           | Y. El Aynaoui            | 1er tour (1/64) | V. Voltchkov      | 1er tour (1/64) | S. Koubek     |
| 2001  | 3e tour (1/16)   | P. Sampras       | —                        | —                        | —               | —                 | —               | —             |
| 2002  | 2e tour (1/32)   | P. Sampras       | 1er tour (1/64)          | A. Voinea                | 1er tour (1/64) | F. González       | 1/8 de finale   | A. Roddick    |
| 2003  | 2e tour (1/32)   | F. Vicente       | 3e tour (1/16)           | C. Moyà                  | 2e tour (1/32)  | V. Hănescu        | 3e tour (1/16)  | J. C. Ferrero |
| 2004  | 2e tour (1/32)   | T. Dent          | 1/4 de finale            | T. Henman                | 2e tour (1/32)  | T. Enqvist        | 1er tour (1/64) | R. Mello      |
| 2005  | 3e tour (1/16)   | L. Hewitt        | 2e tour (1/32)           | V. Hănescu               | —               | —                 | 1er tour (1/64) | R. Söderling  |
| 2006  | 1/8 de finale    | N. Kiefer        | 1er tour (1/64)          | F. Verdasco              | 1er tour (1/64) | Be. Becker        | 1er tour (1/64) | S. Wawrinka   |
| 2007  | 3e tour (1/16)   | A. Murray        | 2e tour (1/32)           | G. Monfils               | 2e tour (1/32)  | É. Roger-Vasselin | 1/4 de finale   | D. Ferrer     |
| 2008  | 1er tour (1/64)  | G. García-López  | 2e tour (1/32)           | F. Verdasco              | —               | —                 | —               | —             |
| 2009  | —                | —                | 1er tour (1/64)          | A. Murray                | —               | —                 | 2e tour (1/32)  | L. Hewitt     |
| 2010  | 1er tour (1/64)  | V. Hănescu       | 2e tour (1/32)           | A. Murray                | 1er tour (1/64) | T. Dent           | 2e tour (1/32)  | S. Wawrinka   |
| 2011  | 1er tour (1/64)  | M. Llodra        | 1/4 de finale            | A. Murray                | 2e tour (1/32)  | A. Bogomolov      | 3e tour (1/16)  | D. Young      |
| 2012  | 3e tour (1/16)   | D. Ferrer        | 1er tour (1/64)          | M. Baghdatís             | 1er tour (1/64) | M. Kližan         | —               | —             |

N.B. : à droite du résultat se trouve le nom de l'ultime adversaire.

### En double
| Année | Open d'Australie                 | Open d'Australie         | Internationaux de France      | Internationaux de France    | Wimbledon                  | Wimbledon              | US Open                     | US Open                 |
| ----- | -------------------------------- | ------------------------ | ----------------------------- | --------------------------- | -------------------------- | ---------------------- | --------------------------- | ----------------------- |
| 2003  | 2e tour (1/16) L. Lobo           | W. Black K. Ullyett      | 2e tour (1/16) S. Roitman     | J. Eagle J. Palmer          | 2e tour (1/16) M. Zabaleta | M. Damm C. Suk         | 1er tour (1/32) L. Horna    | J. Novák R. Štěpánek    |
| 2004  | 1/8 de finale Ó. Hernández       | M. Llodra F. Santoro     | 1/8 de finale G. Gaudio       | M. Llodra F. Santoro        | 1er tour (1/32) L. Horna   | G. Kisgyörgy Ł. Kubot  | 1er tour (1/32) G. Gaudio   | W. Black K. Ullyett     |
| 2005  | 2e tour (1/16) S. Prieto         | J. Blake M. Fish         | 2e tour (1/16) J.P. Brzezicki | F. Čermák L. Friedl         | —                          | —                      | 1er tour (1/32) M. Zabaleta | T. Johansson R. Koenig  |
| 2006  | 2e tour (1/16) G. Gaudio         | B. Bryan M. Bryan        | 1er tour (1/32) E. Massa      | Y. Allegro S. Wawrinka      | —                          | —                      | 2e tour (1/16) N. Massú     | F. Santoro N. Zimonjić  |
| 2007  | —                                | —                        | —                             | —                           | —                          | —                      | —                           | —                       |
| 2008  | —                                | —                        | 1/8 de finale L. Arnold Ker   | S. Darcis O. Rochus         | —                          | —                      | —                           | —                       |
| 2009  | —                                | —                        | 1er tour (1/32) E. Schwank    | M. López T. Robredo         | —                          | —                      | 1/8 de finale P. Cuevas     | I. Ljubičić M. Llodra   |
| 2010  | 1er tour (1/32) D. Gimeno-Traver | Ł. Kubot O. Marach       | 1er tour (1/32) E. Schwank    | M. Melo B. Soares           | 1/2 finale E. Schwank      | R. Lindstedt H. Tecău  | 2e tour (1/16) P. Cuevas    | M. Melo B. Soares       |
| 2011  | 1er tour (1/32) L. Mayer         | S. Stakhovsky M. Youzhny | 1er tour (1/32) L. Arnold Ker | C. Kas A. Peya              | 1/8 de finale E. Schwank   | R. Lindstedt H. Tecău  | 2e tour (1/16) E. Schwank   | S. Devvarman T. C. Huey |
| 2012  | 2e tour (1/16) E. Schwank        | J. Melzer P. Petzschner  | 2e tour (1/16) E. Schwank     | M. Fyrstenberg M. Matkowski | 1/8 de finale E. Schwank   | D. Bracciali J. Knowle | —                           | —                       |

N.B. : le nom du ou de la partenaire se trouve sous le résultat ; le nom des ultimes adversaires se trouve à droite.

### En double mixte
| Année | Open d'Australie | Open d'Australie | Internationaux de France | Internationaux de France | Wimbledon                       | Wimbledon                 | US Open | US Open |
| ----- | ---------------- | ---------------- | ------------------------ | ------------------------ | ------------------------------- | ------------------------- | ------- | ------- |
| 2003  | -                | -                | -                        | -                        | 1er tour (1/32) Līga Dekmeijere | J. Russell J. Erlich      | -       | -       |
| 2004  | -                | -                | -                        | -                        | 2e tour (1/16) Gisela Dulko     | Sun Tiantian Gastón Etlis | -       | -       |
| 2010  | -                | -                | -                        | -                        | 2e tour (1/16) Gisela Dulko     | A. Kleybanova Max Mirnyi  | -       | -       |

N.B. : le nom de la partenaire se trouve sous le résultat ; le nom des ultimes adversaires se trouve à droite.

## Parcours dans lesMasters 1000
| Année | Indian Wells                | Miami                     | Monte-Carlo               | Rome                      | Hambourg puis Madrid    | Canada                   | Cincinnati                  | Stuttgart puis Madrid puis Shanghai | Paris                |
| ----- | --------------------------- | ------------------------- | ------------------------- | ------------------------- | ----------------------- | ------------------------ | --------------------------- | ----------------------------------- | -------------------- |
| 2000  | —                           | —                         | 1/8 de finale À. Corretja | 1er tour F. Mantilla      | —                       | 1er tour A. Pavel        | 1er tour M. Norman          | —                                   | —                    |
| 2001  | 1er tour S. Schalken        | 1er tour G. Pozzi         | —                         | —                         | —                       | —                        | —                           | —                                   | —                    |
| 2002  | 1/8 de finale I. Kafelnikov | 1/4 de finale M. Ríos     | 1/8 de finale T. Henman   | 2e tour T. Haas           | 1/8 de finale M. Safin  | 1er tour M. Safin        | 1er tour G. Coria           | 1er tour M. Youzhny                 | 1er tour I. Ljubičić |
| 2003  | 2e tour J. Blake            | 3e tour R. Federer        | 1/4 de finale G. Coria    | 2e tour T. Robredo        | 1er tour G. Kuerten     | 2e tour A. Roddick       | 1/8 de finale D. Nalbandian | 1/4 de finale N. Massú              | 1er tour T. Ascione  |
| 2004  | 1/4 de finale R. Federer    | 3e tour G. Coria          | 1/8 de finale C. Moyà     | 1er tour M. Zabaleta      | 1er tour I. Labadze     | 1/8 de finale A. Roddick | 1/8 de finale A. Agassi     | 2e tour A. Dupuis                   | 1er tour J. Melzer   |
| 2005  | 3e tour G. Cañas            | 3e tour T. Henman         | 1er tour X. Malisse       | 2e tour R. Štěpánek       | 1/4 de finale C. Rochus | 1er tour D. Nalbandian   | 1/8 de finale A. Roddick    | 2e tour T. Johansson                | —                    |
| 2006  | 2e tour J. Benneteau        | 1/8 de finale J. Blake    | 2e tour J. C. Ferrero     | 1er tour R. Federer       | 1er tour F. Verdasco    | 1er tour L. Hewitt       | 1/8 de finale A. Roddick    | 2e tour T. Robredo                  | 2e tour A. Murray    |
| 2007  | 1/4 de finale R. Nadal      | 1/4 de finale I. Ljubičić | 2e tour R. Nadal          | 1/4 de finale F. González | 2e tour L. Hewitt       | 1er tour F. Verdasco     | 2e tour M. Baghdatís        | 2e tour A. Murray                   | 2e tour S. Wawrinka  |
| 2008  | 3e tour R. Gasquet          | 2e tour I. Minář          | 1er tour S. Bolelli       | 1er tour T. Robredo       | 2e tour N. Djokovic     | —                        | —                           | —                                   | —                    |
| 2009  | 1er tour A. Seppi           | 1er tour B. Reynolds      | 2e tour R. Nadal          | 1er tour C. Rochus        | 1er tour S. Bolelli     | —                        | —                           | —                                   | —                    |
| 2010  | 1er tour V. Hănescu         | 2e tour M. Baghdatís      | —                         | 1er tour G. García-López  | 2e tour A. Murray       | 2e tour R. Federer       | —                           | —                                   | 1er tour E. Gulbis   |
| 2011  | 3e tour R. Federer          | 2e tour F. López          | 1er tour O. Rochus        | 1/8 de finale F. Mayer    | 1er tour A. Mannarino   | 1er tour V. Pospisil     | 1er tour R. Harrison        | —                                   | —                    |
| 2012  | 2e tour D. Istomin          | 2e tour G. Dimitrov       | 1er tour A. Dolgopolov    | 1er tour R. Štěpánek      | 1er tour A. Falla       | —                        | —                           | —                                   | —                    |

N.B. : sous le résultat se trouve le nom de l’ultime adversaire.